# Shooter, tireur d'élite
Pour les articles homonymes, voir Tireur d'élite (homonymie) et Shooter.
 (avril 2021).
Si vous disposez d'ouvrages ou d'articles de référence ou si vous connaissez des sites web de qualité traitant du thème abordé ici, merci de compléter l'article en donnant les références utiles à sa vérifiabilité et en les liant à la section « Notes et références ».
Pour plus de détails, voir Fiche technique et Distribution.
Shooter, tireur d'élite  ou Tireur d'élite au Québec (Shooter) est un film américain réalisé par Antoine Fuqua et sorti en 2007. Il s'agit d'une adaptation cinématographique du roman Point of Impact (en) de Stephen Hunter.
Le film suit le sergent d'artillerie et tireur d'élite Bob Lee Swagger (Mark Wahlberg) qui s'est couvert de gloire sur divers fronts avant qu'un drame ne l'amène à quitter l'armée. Reclus dans un chalet isolé sur une montagne inaccessible, Swagger pense avoir tourné la page quand on le sollicite pour empêcher l'assassinat du président américain. Il tombe dans un complot organisé par de hautes sphères du gouvernement et va devoir le déjouer en éliminant tous ceux qui y sont mêlés. Il entraîne la veuve de son ami Sarah Fenn (Kate Mara) et un jeune agent du FBI, Nick Memphis (Michael Peña), dans cette périlleuse mission.

## Synopsis
Le marine Bob Lee Swagger, sacrifié lors d'une mission qui tourne mal en Éthiopie, prend sa retraite après avoir perdu son observateur Donnie Fenn. Il est appelé à la rescousse par le colonel Isaac Johnson qui lui demande de déjouer un futur attentat contre le président des États-Unis. Réticent au début, Swagger accepte et se rend dans les trois villes où pourrait avoir lieu l'attentat, et prédit que Philadelphie en sera le théâtre.
Mais le jour J, c'est Swagger, venu en tant qu'observateur, qui se fait tirer dessus par le shérif Timmons pendant que l’archevêque d'Éthiopie, placé à 1 m du président, est assassiné. Touché à l'épaule droite et sur le côté, Swagger parvient à maîtriser un jeune agent du FBI, Nick Memphis, et s'enfuit avec sa voiture après lui avoir dit qu'il n'a pas tué le président.
Swagger devient le coupable idéal : non seulement les médias montrent ses phases de repérage qui ont précédé l'attentat, mais en plus son fusil a été placé dans le bâtiment duquel il a assisté à l'attentat en compagnie du colonel Johnson. Il utilise toutes ses compétences pour survivre par lui-même : il désinfecte ses plaies avec les moyens du bord puis se rend chez Sarah, la veuve de Donnie, pour qu'elle lui achète de quoi le soigner pour de bon et qu'elle le recouse. Après s'être remis, Swagger décide de faire la lumière sur ce qui s'est passé.
De son côté, l'agent Memphis a de plus en plus de doutes à propos de la version officielle des faits : attitude louche d'un de ses supérieurs, incohérence sur le timing, tir complètement raté par un sniper exceptionnel, caractère obscur de l'origine des preuves de l'affaire, le shérif Timmons assassiné. Ses investigations mettent la puce à l'oreille de Johnson, qui le fait enlever pour le faire tuer tout en maquillant sa mort en suicide. Swagger le libère avant qu'il soit exécuté, et le convainc de l'aider à mener son enquête.
Le sénateur Meachum, le commanditaire de Johnson, s'impatiente, voulant que Swagger soit éliminé au plus vite. Johnson demande donc à Michael Sandor, un de ses partisans au gouvernement, d'aller s'isoler dans une propriété en montagne pour servir d’appât, et envoie une vingtaine d'hommes pour le protéger. Swagger, couvert par Nick qu'il a formé, se débarrasse de la garde rapprochée de Sandor et apprend la vérité : le président des États-Unis n'a jamais été visé, c'est en réalité l’archevêque d'Éthiopie qui était la cible. En effet, le sénateur Meachum a ordonné l’extermination d'un village éthiopien de 400 habitants pour pouvoir construire un oléoduc et l’archevêque s'apprêtait à révéler la vérité lorsqu'il a été abattu pendant le discours. 
Maintenant qu’il vient d’apprendre de la bouche de Sandor la nature du complot, Swagger convoque Johnson pour qu'il libère Sarah, qui avait entretemps kidnappée et torturée par un proche de Johnson qui voulait connaître la position de Swagger. L'échange se passe au sommet d'une montagne, où Johnson place plusieurs hommes, comptant sur eux pour abattre Swagger. Mais celui-ci déjoue le piège et libère Sarah, avant de demander des explications au sénateur. Celui-ci ne regrette nullement son geste, car il considère que la construction de l'oléoduc a permis de pacifier l'Éthiopie et le prix payé lui importe peu. Deux hélicoptères du FBI arrivent peu après, arrêtent Swagger et le ramènent à Washington pour un éventuel procès. 
Il est auditionné par le procureur général et parvient à prouver son innocence face à Johnson, mais ce dernier n'est pas inquiété par le massacre commis en Éthiopie, qui ne relève pas de la juridiction US. Le ministre de la Justice laisse cependant entendre à Swagger que si la justice ne peut rien contre Johnson et le sénateur, leur acte doit être expié. Swagger se rend donc dans une maison du sénateur située en montagne. Johnson également présent sur place est en attente d’une opération en Équateur pour le compte du sénateur. Swagger tue tous les occupants du chalet et provoque son explosion.

## Fiche technique
- Titre original : Shooter
- Titre français  : Shooter, tireur d'élite
- Titre québécois : Tireur d'élite
- Réalisation : Antoine Fuqua
- Scénario : Jonathan Lemkin, d'après le roman Point of Impact (en), de Stephen Hunter
- Production : Lorenzo di Bonaventura, Erik Howsam, Mark Johnson et Ric Kidney (de)
- Société de production : Paramount Pictures et Di Bonaventura
- Musique : Mark Mancina
- Photographie : Peter Menzies Jr.
- Montage : Conrad Buff et Eric A. Sears
- Décors : J. Dennis Washington
- Costumes : Ha Nguyen
- Pays d'origine : États-Unis
- Format : couleurs - 2,35:1 - DTS / Dolby Digital / SDDS - 35 mm
- Genre : action, thriller
- Durée : 124 minutes
- Budget : 61 millions de dollars
- Dates de sortie : 8 mars 2007 (première à Westwood), 23 mars 2007 (États-Unis), 11 avril 2007 (Belgique), 18 avril 2007 (France)
- Déconseillé aux moins de 12 ans lors de sa sortie en France.

## Distribution

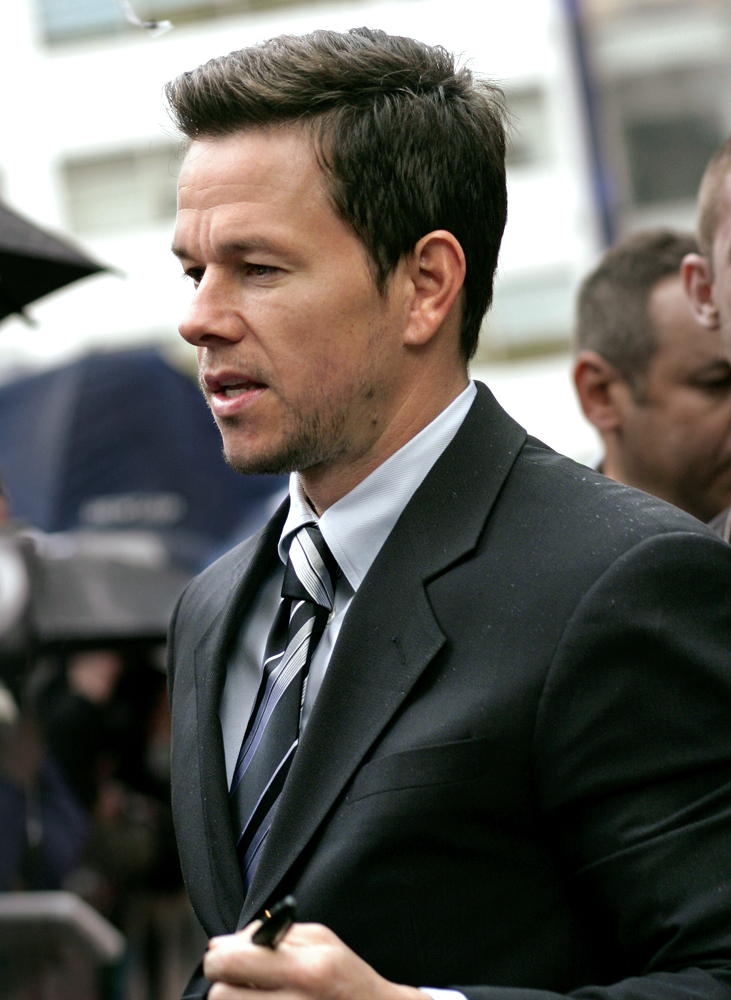
L'acteur principal Mark Wahlberg à la première du film, en mars 2007.

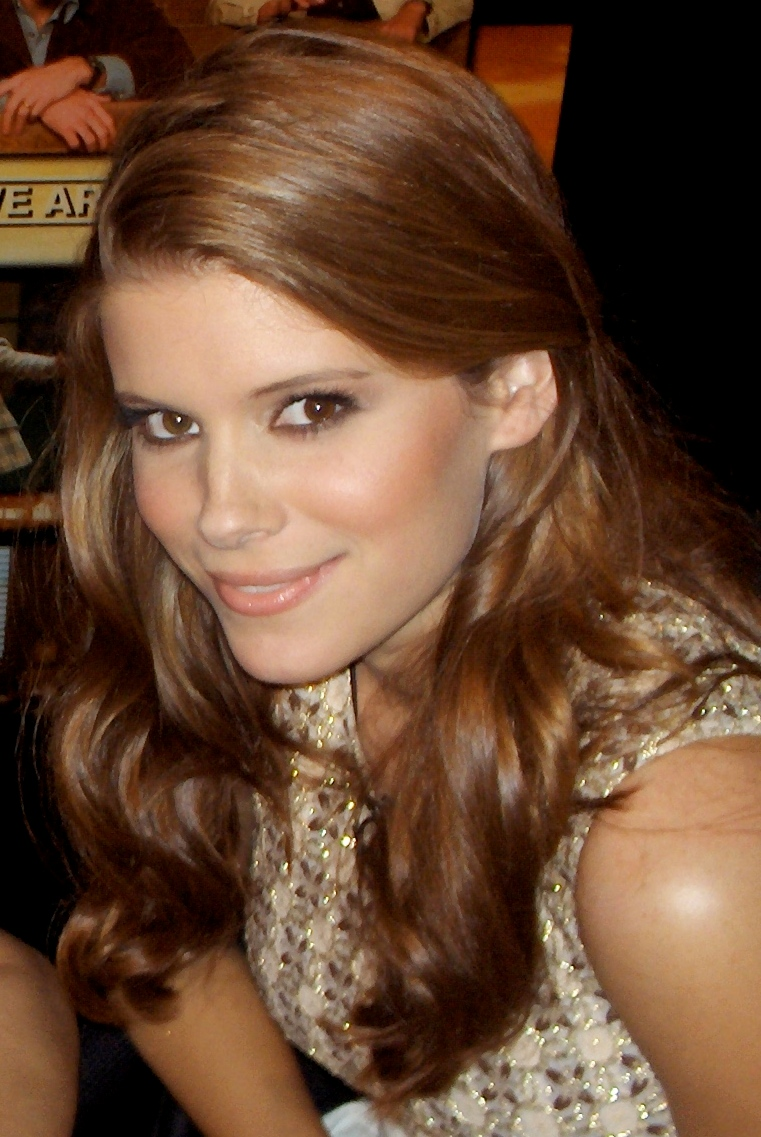
L'actrice Kate Mara, l'année de tournage du film.

- Mark Wahlberg (VF : Bruno Choël) : Sergent Bob Lee Swagger, Tireur d'élite
- Michael Peña (VF : Philippe Bozo) : Agent spécial du FBI Nicholas 'Nick' Memphis
- Danny Glover (VF : Richard Darbois) : Colonel Isaac Johnson
- Kate Mara (VF : Cécilia Cara) : Sarah Fenn, copine de Donnie, coéquipier militaire de Swagger
- Elias Koteas (VF : Marc Saez) : Jack Payne
- Rhona Mitra (VF : Ethel Houbiers) : Alourdes Galindo
- Jonathan Walker (en) (VF : Éric Aubrahn) : Louis Dobbler
- Justin Louis (VF : Julien Kramer) : Howard Purnell, le chef du FBI
- Tate Donovan (VF : Arnaud Arbessier) : Russ Turner
- Rade Šerbedžija (VF : Féodor Atkine) : Michael Sandor
- Alan C. Peterson (VF : Jacques Frantz) : Shérif Stanley Timmons
- Ned Beatty (VF : Richard Leblond) : Sénateur Charles F. Meachum, Sénateur du Montana
- Lane Garrison (VF : Emmanuel Garijo) : Donnie Fenn
- Zak Santiago (VF : Patrice Melennec) : Agent chevronné
- Brian Markinson (VF : Bernard Bollet) : Procureur général Russert, Département de la Justice
- Michael St. John Smith (VF : Michel Ruhl) : Directeur du FBI Brandt
- Dean Monroe McKenzie : l'archevêque Desmond Mutumbo, Archevêque d'Éthiopie
- Adrian Hughes : Ben Davis
- Darrin Massey : Frank Russo
- Mackenzie Gray : Dave Simmons
- Levon Helm : Monsieur Rate
- Rebecca Toolan (en) : Madame Rate
- Trish Allen : Katy
- Brad Kelly : Sorenson
- David Neale : Spook
- Tom Butler : le Président des États-Unis
- Mike Dopud : le mercenaire en chef

## Production

### Choix des interprètes
Le personnage de Bob Lee Swagger devait être incarné par Keanu Reeves.

### Tournage
Le tournage a débuté le 19 juin 2006 et s'est déroulé à Ashcroft, Baltimore, Cache Creek, New Westminster, Philadelphie, Vancouver et Washington ainsi qu'à Los Angeles (dans le quartier Downtown).

## Musique
- Nasty Letter par Otis Taylor (générique de fin).

## Accueil

### Accueil critique
Sur le site Rotten Tomatoes, le film détient un taux d'approbation de 47 % basé sur 147 critiques; la note moyenne est de 5,6⁄10. Le consensus du site se lit comme suit : « Avec une histoire invraisemblable et de nombreux complots, Shooter ne parvient pas à se distinguer des autres thrillers stupides ». Metacritic attribue au film une note moyenne pondérée de 53⁄100, basée sur les critiques de 33 critiques, indiquant « critiques mitigées ou moyennes ».

### Box-office
| Pays ou région | Box-office   | Date d'arrêt du box-office | Nombre de semaines |
| -------------- | ------------ | -------------------------- | ------------------ |
| États-Unis     | 47 003 582 $ | 14 juin 2007               | 12                 |
| Total mondial  | 95 696 996 $ | -                          | -                  |

## Autour du film
- Le livre que lit chez lui Bob Lee Swagger est le Rapport final de la Commission nationale sur les attaques terroristes contre les États-Unis.
- Le fusil de Bob Lee Swagger est un CheyTac M200 Intervention.
- Le film est adapté en série télévisée, dans laquelle Ryan Phillippe reprend le rôle de Bob Lee Swagger.